# Uwe Kellner
Uwe Jörg Kellner (Jena, RDA, 17 de marzo de 1966) es un deportista alemán que compitió para la RDA en remo.
Participó en los Juegos Olímpicos de Barcelona 1992, obteniendo una medalla de plata en la prueba de cuatro con timonel. Ganó dos medallas de oro en el Campeonato Mundial de Remo, en los años 1989 y 1990.

## Palmarés internacional
| Representando a la RDA   |                      |                  |                    |
| Campeonato Mundial       |                      |                  |                    |
| Año                      | Lugar                | Medalla          | Prueba             |
| 1989                     | Bled (Yugoslavia)    | Medalla de oro   | Dos sin timonel    |
| 1990                     | Tasmania (Australia) | Medalla de oro   | Dos sin timonel    |
| Representando a Alemania |                      |                  |                    |
| Juegos Olímpicos         |                      |                  |                    |
| Año                      | Lugar                | Medalla          | Prueba             |
| 1992                     | Barcelona (España)   | Medalla de plata | Cuatro con timonel |